# Phải sống (phim truyền hình Hàn Quốc)
Phải sống (tiếng Hàn: 투윅스; Romaja: Tuwikseu) là phim truyền hình Hàn Quốc 2013 với sự tham gia của Lee Joon-gi, Kim So-yeon, Ryu Soo-young, Park Ha-sun, Kim Hye-ok, Jo Min-ki và Lee Chae-mi. Phim được phát sóng trên MBC từ 7 tháng 8 đến 26 tháng 9 năm 2013 thứ tư và thứ năm hàng tuần lúc 21:55 gồm 16 tập.

## Phân vai

### Nhân vật chính
- Lee Joon-gi - Jang Tae-san[4][5][6][7][8]
- Kim So-yeon - Park Jae-kyung[9]
- Ryu Soo-young - Im Seung-woo[10]
- Park Ha-sun - Seo In-hye[11]
- Kim Hye-ok - Jo Seo-hee
- Jo Min-ki - Moon Il-seok
- Lee Chae-mi - Soo-jin

### Nhân vật phụ
- Song Jae-rim - Mr. Kim
- Kim Hyo-seo - Park Ji-sook
- Uhm Hyo-sup - Han Jung-woo
- Yoon Hee-seok - Do Sang-hoon
- Yeo Ui-joo - Kim Min-soo
- Jung In-gi - Yang Taek-nam
- Baek Seung-hoon - Kim Sang-ho
- Ahn Yong-joon - Jin Il-do
- Im Se-mi - Oh Mi-sook
- Park Joo-hyung - Im Hyung-jin
- Kim Bup-rae - Hwang Dae-joon
- Kim Young-choon - Jang Seok-doo
- Chun Ho-jin - Han Chi-gook
- Ahn Se-ha - Go Man-seok
- Bae Je-ki - Jo Dae-ryong
- Park Ha-na - Jang Young-ja
- Kang Ha-neul - Kim Sung-joon
- Hyun Nam - So-young
- Nam Kyung-eup - Im Ki-ho

## Rating
| Tập #      | Ngày phát sóng      | Bình quân tỉ lệ người xem | Bình quân tỉ lệ người xem | Bình quân tỉ lệ người xem | Bình quân tỉ lệ người xem |
| Tập #      | Ngày phát sóng      | TNmS Ratings              | TNmS Ratings              | AGB Nielsen               | AGB Nielsen               |
| Tập #      | Ngày phát sóng      | Cả nước                   | Vùng thủ đô Seoul         | Cả nước                   | Vùng thủ đô Seoul         |
| ---------- | ------------------- | ------------------------- | ------------------------- | ------------------------- | ------------------------- |
| 1          | 7 tháng 8 năm 2013  | 7.6%                      | 8.7%                      | 7.5%                      | 8.9%                      |
| 2          | 8 tháng 8 năm 2013  | 7.7%                      | 9.2%                      | 8.0%                      | 9.8%                      |
| 3          | 14 tháng 8 năm 2013 | 10.3%                     | 12.8%                     | 10.0%                     | 12.1%                     |
| 4          | 15 tháng 8 năm 2013 | 8.8%                      | 10.5%                     | 9.2%                      | 11.1%                     |
| 5          | 21 tháng 8 năm 2013 | 8.6%                      | 10.9%                     | 8.1%                      | 9.1%                      |
| 6          | 22 tháng 8 năm 2013 | 9.2%                      | 10.4%                     | 10.1%                     | 12.0%                     |
| 7          | 28 tháng 8 năm 2013 | 8.5%                      | 10.7%                     | 9.4%                      | 10.3%                     |
| 8          | 29 tháng 8 năm 2013 | 9.0%                      | 10.4%                     | 11.5%                     | 13.4%                     |
| 9          | 4 tháng 9 năm 2013  | 9.8%                      | 11.4%                     | 9.5%                      | 10.6%                     |
| 10         | 5 tháng 9 năm 2013  | 9.9%                      | 10.8%                     | 9.9%                      | 11.3%                     |
| 11         | 11 tháng 9 năm 2013 | 9.4%                      | 11.1%                     | 9.5%                      | 10.8%                     |
| 12         | 12 tháng 9 năm 2013 | 9.4%                      | 11.2%                     | 11.0%                     | 12.4%                     |
| 13         | 18 tháng 9 năm 2013 | 8.3%                      | 9.7%                      | 8.7%                      | 10.0%                     |
| 14         | 19 tháng 9 năm 2013 | 8.6%                      | 10.4%                     | 8.8%                      | 9.7%                      |
| 15         | 25 tháng 9 năm 2013 | 9.3%                      | 10.5%                     | 9.4%                      | 10.8%                     |
| 16         | 26 tháng 9 năm 2013 | 10.4%                     | 11.9%                     | 11.0%                     | 12.9%                     |
| Trung bình | Trung bình          | 9.1%                      | 10.7%                     | 9.5%                      | 11.0%                     |

## Giải thưởng và đề cử
| Năm  | Giải                      | Thể loại                                  | Người nhận    | Kết quả   |
| ---- | ------------------------- | ----------------------------------------- | ------------- | --------- |
| 2013 | 2nd APAN Star Awards      | Top Excellence Award, Actor               | Lee Joon-gi   | Đoạt giải |
| 2013 | 2nd APAN Star Awards      | Excellence Award, Actress                 | Kim So-yeon   | Đoạt giải |
| 2013 | 2nd APAN Star Awards      | Acting Award, Actor                       | Chun Ho-jin   | Đề cử     |
| 2013 | 2nd APAN Star Awards      | Best Writer                               | So Hyun-kyung | Đoạt giải |
| 2013 | MBC Drama Awards          | Excellence Award, Actor in a Miniseries   | Lee Joon-gi   | Đề cử     |
| 2013 | MBC Drama Awards          | Excellence Award, Actress in a Miniseries | Kim So-yeon   | Đề cử     |
| 2013 | MBC Drama Awards          | Excellence Award, Actress in a Miniseries | Park Ha-sun   | Đề cử     |
| 2013 | MBC Drama Awards          | Golden Acting Award, Actor                | Jo Min-ki     | Đề cử     |
| 2014 | 50th Baeksang Arts Awards | Most Popular Actor (TV)                   | Lee Joon-gi   | Đề cử     |
| 2014 | 50th Baeksang Arts Awards | Most Popular Actress (TV)                 | Park Ha-sun   | Đề cử     |